# Pirata welakae
Pirata welakae Wallace & Exline, 1978 è un ragno appartenente alla famiglia Lycosidae.

## Etimologia
Il nome della specie è in onore della tribù indiana dei Welakae, che vive in Florida, zona di rinvenimento degli esemplari.

## Caratteristiche
L'olotipo maschile rinvenuto ha il cefalotorace lungo 1,55mm, e largo 1,05mm.
L'allotipo femminile rinvenuto ha il cefalotorace lungo 1,70mm, e largo 1,13mm.

## Distribuzione
La specie è stata reperita nella Florida settentrionale: nella Contea di Columbia e nella Contea di Putnam.

## Tassonomia
La specie appartiene al nanatus group nell'ambito del genere Pirata insieme con P. apalacheus, P. nanatus, P. seminolus e P. allapahae.
Al 2017 non sono note sottospecie e dal 1978 non sono stati esaminati nuovi esemplari.